# Mistrzostwa Świata w Gimnastyce Artystycznej 1975
7. Mistrzostwa Świata w Gimnastyce Artystycznej odbyły się w dniach od 20 do 23 listopada 1975 roku w Madrycie. Pod nieobecność państw z bloku komunistycznego, najlepsze wyniki osiągały reprezentantki RFN. 

## Tabela medalowa
| Miejsce | Państwo   | Złoto | Srebro | Brąz | Razem |
| ------- | --------- | ----- | ------ | ---- | ----- |
| 1       | RFN       | 5     | 4      | 0    | 9     |
| 2       | Japonia   | 1     | 1      | 0    | 2     |
| 3       | Włochy    | 1     | 0      | 0    | 1     |
| 4       | Hiszpania | 0     | 1      | 5    | 6     |

## Medalistki
| Konkurencja:              | Złoto:                           | Srebro:                           | Brąz:              |
| Układy indywidualne       |                                  |                                   |                    |
| wielobój indywidualnie    | Carmen Rischer                   | Christiana Rosenberg              | Maria Jesus Alegre |
| ćwiczenia z maczugami     | Christiana Rosenberg             | Maria Jesus Alegre Carmen Rischer |                    |
| ćwiczenia z piłką         | Christiana Rosenberg             | Carmen Rischer                    | Maria Jesus Alegre |
| ćwiczenia ze wstążką      | Carmen Rischer                   | Christiana Rosenberg              | Begona Blasco      |
| ćwiczenia ze obręczą      | Mitsuru Hiraguchi Carmen Rischer |                                   | Maria Jesus Alegre |
| Drużynowe układy zbiorowe |                                  |                                   |                    |
| Konkurs drużynowy         | Włochy                           | Japonia                           | Hiszpania          |